# Nikolaus Pejacsevich
Nikolaus hrabě Pejacsevich z Veröcze (německy Nicolaus Graf Pejacsevich von Veröcze, maďarsky veröczei gróf Pejácsevich Miklós, chorvatsky Nikola grof Pejačević Virovitički) (27. července 1833 Retfala – 6. července 1890 Bad Gastein) byl rakousko-uherský generál. Od mládí sloužil v armádě a vyznamenal se v několika válečných taženích, rychle postupoval v hodnostech a několik let zastával post císařského pobočníka. V bitvě u Hradce Králové přišel o ruku (1866).. Ve vojsku nadále zastával vysoké funkce a v hodnosti generála jezdectva (1883) byl nakonec velitelem 4. armádního sboru v Budapešti (1886–1890). V roce 1887 se stal rytířem Řádu zlatého rouna. Vzhledem k celoživotní službě u jezdectva proslul mimo jiné jako odborník na chov koní a byl také propagátorem dostihových závodů.

## Životopis

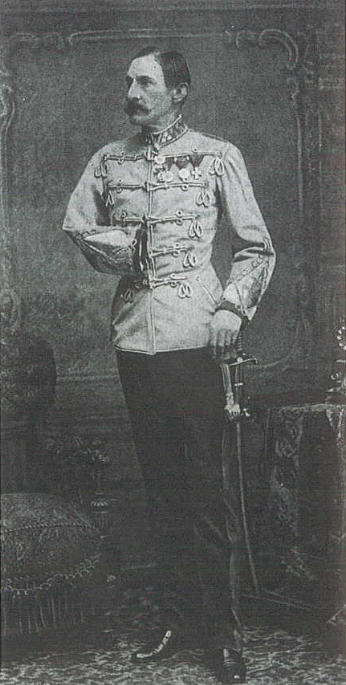
Generál hrabě Nikolaus Pejacsevich

Pocházel ze starého chorvatského šlechtického rodu Pejačevićů povýšeného v roce 1772 do hraběcího stavu, narodil se jako nejmladší syn chorvatského politika Petra Pejačeviće (1804–1887), ministra uherské vlády. Matka Františka (1804–1875) pocházela z rodu Esterházyů. Nikolaus vstoupil jako kadet v roce 1849 k 6. pluku lehké jízdy, zúčastnil se bojů proti maďarským povstalcům a ještě téhož roku byl povýšen na poručíka. Poté sloužil u 1. husarského pluku a v roce 1851 byl povýšen na rytmistra. V roce 1857 získal hodnost majora a stal se křídelním pobočníkem Františka Josefa. Ve funkci císařského pobočníka se zúčastnil války se Sardinií (1859) a v roce 1861 byl povýšen na podplukovníka. Téhož roku byl uvolněn z funkce císařského pobočníka a stal se štábním důstojníkem husarského pluku č. 11. V roce 1864 byl povýšen na plukovníka a jako velitel 9. husarského pluku se zúčastnil dánsko-německé války. Se svým plukem se pak v rámci 1. jezdecké divize zúčastnil i prusko-rakouské války, bojoval v bitvě u Jičína a v bitva u Hradce Králové přišel o ruku.
V roce 1869 byl jmenován velitelem 14. jezdecké divize v Prešpurku a o rok později dosáhl hodnosti generálmajora (1870). V letech 1871–1874 zastával funkci císařského generálního pobočníka a v letech 1874–1886 byl generálním inspektorem jezdectva. Mezitím byl v roce 1875 povýšen na polního podmaršála a k datu 1. května 1883 na generála jezdectva. V závěru své kariéry byl nakonec v letech 1886–1890 velitelem 4. armádního sboru v Budapešti.
Zemřel svobodný a bezdětný v roce 1890 ve věku nedožitých 57 let v Bad Gasteinu.
Jeho starší bratr Ladislaus (1828–1916) sloužil krátce také v armádě, později působil u císařského dvora a byl dlouholetým nejvyšším hofmistrem arcivévody Karla Ludvíka.

## Tituly a ocenění
V roce 1857 byl jmenován c. k. komořím a jako generální inspektor jízdy obdržel v roce 1874 titul c. k. tajného rady s nárokem na oslovení Excelence. Od roku 1883 byl čestným majitelem 2. dragounského pluku dislokovaného v Šoproni a později ve Vídeňském Novém Městě. Během vojenské služby byl několikrát vyznamenán, ve funkci císařského pobočníka získal řad ocenění i od zahraničních panovníků. V roce 1887 byl jmenován rytířem Řádu zlatého rouna.

### Rakousko-Uhersko
- Řád zlatého rouna (1887)
- Řád železné koruny I. třídy (1884)
- komandérský kříž Řádu sv. Štěpána (1874)
- Řád železné koruny III. třídy s válečnou dekorací (1866)

### Zahraničí
- Řád svaté Anny (Rusko)
- Řád svatého Vladimíra (Rusko)
- Řád sv. Stanislava (Rusko)
- velkokříž Řádu červené orlice (Německo)
- Řád černé orlice (Německo)
- Řád pruské koruny II. třídy (Německo)
- důstojník Řádu čestné legie (Francie)
- Řád svatých Mořice a Lazara (Itálie)
- Řád italské koruny (Itálie)
- rytíř Řádu Albrechtova (Sasko)
- rytíř Řádu Fridrichova (Württembersko)
- Domácí a záslužný řád vévody Petra Fridricha Ludvíka (Oldenbursko)